# Nagy Ferenc (kémikus, 1908–1982)
Nagy Ferenc (Párkány, 1908. március 12. – Budapest, 1982. szeptember 15.) Kossuth-díjas (1952) magyar kémikus.

## Életpályája
1949–1950 között a Kőszénbánya és Téglagyár Társ. Pesten nevű vállalat vegyésze volt. 1950-től a Budapesti Tűzállóanyaggyár munkatársa, 1952-től főmérnöke volt. 1957-ben főmérnöki beosztásából felmentették és főtechnológussá nevezték ki, egyidejűleg új kutatásokra kapott megbízást. 1959–1963 között a Magnezitipari Művek kutatólaboratóriumának vezetője volt. 1963–1973 között a Fémoxidüzemet vezette. 1973-ban nyugdíjba vonult.

### Munkássága
A Budapesti Tűzállóanyaggyárban a gyártmányok minőségjavításával foglalkozott. Az 1953–1954. évi tervezett építőanyaggyártóipari fejlesztéshez kidolgozta a cementipari forgókemencék, mészégetőkemencék stb. béléstégláinak korszerű gyártástechnológiáját. A Kossuth-díj ezüst fokozatával (1952) a kohászati tűzálló anyagok korszerű gyártástechnológiájának kidolgozásáért tüntették ki.

## Díjai
- Kossuth-díj (1952)